# Calle 13
Calle 13 (Rua 13 em português) é um trio de música urbana, rap alternativo e pop latino de Porto Rico. É composto por René Pérez (vocalista e letrista, conhecido por Residente), Eduardo Cabra (compositor e instrumentista, conhecido por Visitante) e Ileana Cabra Joglar (vocalista, conhecida por PG-13).
O primeiro álbum do trio veio em 2005, autointitulado. O mais recente, Multi_Viral, saiu em 1 de março de 2014. Embora tenha iniciado sua carreira como um grupo de reggaetón, o trio se distanciou do gênero com o passar dos anos, adotando instrumentação não convencional e abordando vários estilos musicais. As letras da banda são geralmente satíricas e politizadas, abordando assuntos socioculturais da América Latina. Residente e Visitante são apoiadores do movimento pela independência de Porto Rico, uma postura que gerou certa controvérsia O grupo já venceu 19 Prêmios Grammy Latino e dois Prêmios Grammy.

## História

### 2004-05: Primeiros anos e origem dos nomes
Residente e Visitante se conhecem desde os dois anos de idade, quando a mãe do primeiro se casou com o pai do segundo, fazendo-os assim meio-irmãos. A família era atuante na cena artística da ilha caribenha: Flor Joglar, a mãe de residente, era uma atriz no Teatro del Sesenta, um grupo local de teatro. Já o pai de Visitante é hoje um advogado, mas já foi músico no passado. Segundo a dupla, eles tiveram uma vida relativamente confortável. Residente afirma que era "pobre demais para ser rico e rico demais para ser pobre" Os pais da dupla acabaram se separando, mas ambos continuaram próximos.
Quando eram crianças, Residente habitava a Calle 13 (Rua 13) na subseção El Conquistador de Trujillo Alto, daí o nome do grupo. A subseção era como um condomínio fechado, e o guarda que ficava no portão de entrada sempre perguntava a quem chegava se era "¿Residente o visitante?" (Morador ou visitante?). Sendo René o morador (Residente, em espanhol) e Eduardo o visitante, eles usavam esses termos para entrar no local, e daí veio os nomes da dupla. Completando o trio, a irmã deles, Ileana Cabra Joglar, adotou o nome PG-13, uma classificação usada nos Estados Unidos para um filme não recomendado a menores de 13 anos; Ileana era uma adolescente ao iniciar seu trabalho com seu irmão. Antes da Calle 13, a dupla morava na Calle 11.
Residente estudou para ser um contador, enquanto que Visitante se graduou em ciências da computação. Posteriormente, Residente cursou belas artes em animação, ilustração, arte sequencial e cinema na Faculdade Savannah de Arte e Design, em Savannah, Geórgia, Estados Unidos e decidiu seguir carreira de designer multimídia. Segundo ele, o curso influenciou a sua música: "O que eu costumava fazer com minha arte visual é a mesma coisa que eu faço agora com minhas letras. Minhas músicas são descritivas, muito visuais" Visitante, por sua vez, virou músico e produtor. Participava do Bayanga, um grupo de rock e batucada brasileira. Quando Residente se formou nos EUA, ele voltou a Porto Rico e passou a criar músicas com Visitante. Eles começaram por brincadeira, mas conseguiram certo sucesso na ilha caribenha. Os primeiros trabalhos vieram em 2004, e a ideia era colocá-los num site, começando com as demos ("La Tripleta" e "La Aguacatona"). Um ano depois, eles começaram a procurar uma gravadora para comercializar sua música. eles escolheram, então, a White Lion Records, pois Tego Calderón, um rapper admirado pelos dois, lançava seus discos nela.

### 2005-06: "Querido F.B.I." eCalle 13
Enquanto a banda mixava seu primeiro álbum, Filiberto Ojeda Ríos, líder do grupo revolucionário porto-riquenho pró-independência Los Macheteros, foi morto durante uma ação de agentes do FBI. Em protesto contra o ocorrido, Residente escreveu uma música e pediu à gravadora que lançasse a canção na internet por meio de marketing viral, no site do núcleo porto-riquenho da Indymedia. O processo de composição, produção e lançamento da música, chamada "Querido F.B.I." e feita em parceria com o DJ Danny Fornaris, levou 30 horas a partir da morte de Filiberto.
A controvérsia gerada pela música chamou a atenção da grande mídia local, concedendo projeção nacional ao grupo Para alguns críticos, a canção "redefiniu o que a relação de um vocalista de reggaeton com Porto Rico deveria ser". Embora a letra aluda a uma possível vingança pela morte de Filiberto, o Calle 13 afirma que a canção não apoia a violência. Um clipe foi lançado para a música, contendo imagens de Filiberto, seu funeral, cenas do atentado ao Capitólio dos EUA em 1954, quando nacionalistas porto-riquenhos atiraram contra representantes da câmara. A banda de thrash metal hispano-porto-riquenha Tribijb fez um cover da música com guitarras elétricas.
O grupo conseguiu mais sucesso em 2005 com as músicas "Se Vale Tó-Tó" e "Atrevete-te-te" As duas foram lançadas novamente no mesmo ano como parte da lista de faixas do álbum de estreia do grupo, que veio em 29 de novembro de 2005.
Com o sucesso, eles foram procurados por outros artistas de reggaeton, realizando colaborações com Voltio na canção "Ojalai" (também conhecida como "Chulin Culin Chunfly", cujo nome é uma pequena variação de uma canção escrita pelo escritor humorístico mexicano Roberto Gómez Bolaños, do qual Residente é fã - ao citar o nome, Roberto é co-autor da canção.); e com o Three 6 Mafia.
Em 2006, o grupo conseguiu mais dois hits: "Japón" e "Suave". Em 6 de maio do mesmo ano, eles fizeram seu primeiro grande show, no Coliseu José Miguel Agrelot em San Juan. Também fizeram uma turnê pelas Américas Central e do Sul, chegando a tocar "Atrévete-te-te" com uma escola de samba na televisão venezuelana e passando por outras países como Guatemala, Chile, Honduras e Colômbia. Enquanto, isso, em Porto Rico, a banda conquista espaço como referência cultural, chegando a ser constantemente citada pelo humorista Fiquito Yunqué em seu jornal semanal pró-independência Claridad. O escritor até usa as letras deles como títulos de textos.
A banda chegou a influenciar até Aníbal Acevedo Vilá, governador de Porto Rico de 2005 a 2009. Ele afirmou ouvir músicas do grupo e chegou a pedir a ajuda deles para combater um problema crônico do país: o disparo de tiros para o alto como comemoração pela chegada do ano-novo. Como muitas pessoas estavam se ferindo com as balas perdidas resultantes da prática, o político convidou Residente e Visitante para visitar La Fortaleza (residência oficial dos governadores de Porto Rico) e gravar uma canção contra a prática.
A canção, "Ley de Gravedad", foi lançada como single dentro de uma campanha pública relacionada à questão das balas. Apesar de críticas, a medida conseguiu reduzir o número de vítimas (12 feridos e um morto no réveillon antes da campanha e 3 feridos no réveillon seguinte), apesar de outros artistas terem feito campanhas separadas também.
Em 19 de maio de 2006, a banda fez seu primeiro show internacional na Cidade do Panamá. No verão daquele ano (inverno no hemisfério sul), O Calle 13 participou do programa da MTV "My block: Puerto Rico". De 15 de setembro a 31 de outubro, eles foram o "Artist Speaking Tr3s" do MTV Tres.
Em novembro de 2006, a banda ganhou três prêmios Grammy Latino: (Melhor Artista Revelação, Melhor Álbum de Música Urbana (com Calle 13) e Melhor Vídeo Musical - Versão Curta (com "Atrévete-te-te")

### 2007:Residente o Visitante
Com a fama que ganharam, a banda começou a ser procurada por artistas internacionais. Em 2006 e 2007 eles gravaram canções com a cantora luso-canadense Nelly Furtado ("No Hay Igual") e com o espanhol Alejandro Sanz. Também gravaram um vídeo para a canção que gravaram com Voltio, no qual Residente, vestido como um padre e depois como Bruce Lee, apanha de uma gangue.
Em 24 de abril de 2007, lançaram seu segundo álbum, Residente o Visitante. As faixas foram parcialmente gravadas em Porto Rico e durante turnês na Colômbia, Argentina e Venezuela. Enquanto gravavam o disco, Residente e Visitante viajaram pela América do Sul, particularmente em locais povoados por ameríndios e afro-descendentes. A experiência influenciou a banda musicalmente; Visitante comprou novos instrumentos incluindo uma quijada, um charango e um bombo legüero, todos usados na canção "Lllegale a Mi Guarida".
Residente considerou este álbum mais sombrio que o primeiro, porém mais introspectivo e biográfico. O álbum gerou controvérsias devido a suas referências sexuais e religiosas. O primeiro single do álbum, "Tango del Pecado", recebeu um vídeo, gravado em 25 de fevereiro.
Em maio de 2007, a dupla tocou no Vive Latino pela primeira vez e o público respondeu arremessando garrafas de cerveja cheias de urina. Em 2010, quando tocaram no festival novamente, tiveram uam recepção menos amarga do público.
Em julho de 2007, o Calle 13 se juntou a Julio Voltio para protestar contra a violência policial em Porto Rico. Após gravarem uma música chamada "Tributo a la Policía" (Homenagem à Polícia), a banda distribuiu o single de graça nas ruas em frente a delegacias de San Juan.

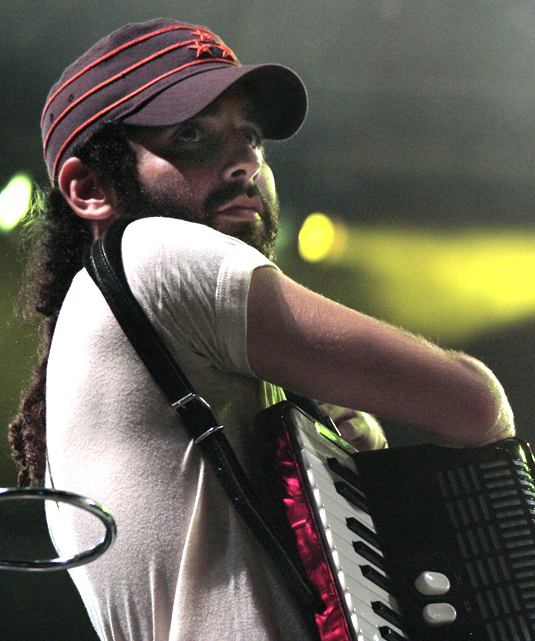
Visitante durante o primeiro show do Calle 13 em Manágua, Nicarágua, em agosto de 2007

Em 8 de novembro de 2007, Calle 13 e Orishas tocaram sua colaboração "Pa'l Norte" na cerimônia de entrega do Grammy Latino de 2007, no Mandalay Bay Events Center em Paradise, Estados Unidos. A apresentação foi acompanhada pelo grupo de dança e percussão Stomp. Um grupo de dança vestindo roupas tipicamente latino-americanas e bandanas também participaram. Dois membros do grupo típico colombiano Los Gaiteros de San Jacinto e membros de tribos indígenas da região da cidade natal do grupo também acompanharam o Calle 13 no começo da apresentação. Naquela noite, a banda recebeu mais dois prêmios do Grammy Latino: Melhor Álbum de Música Urbana, com Residente o Visitante; e Melhor Canção de Música Urbana, com "Pa'l Norte". Eles foram indicados para quatro categorias no total, sendo as outras duas a de Álbum do Ano e a de Melhor Vídeo Musical - Versão Curta. Los Gaiteros de San Jacinto, que também ganharam um prêmio por seu álbum Un Fuego de Sangre Pura, só conseguiram recebê-lo quando o Calle 13 interveio e pagou a viagem deles até Las Vegas, conseguindo inclusive o visto temporário para que eles pudessem ingressar nos EUA.

### 2008-2010:Los de atrás vienen conmigo

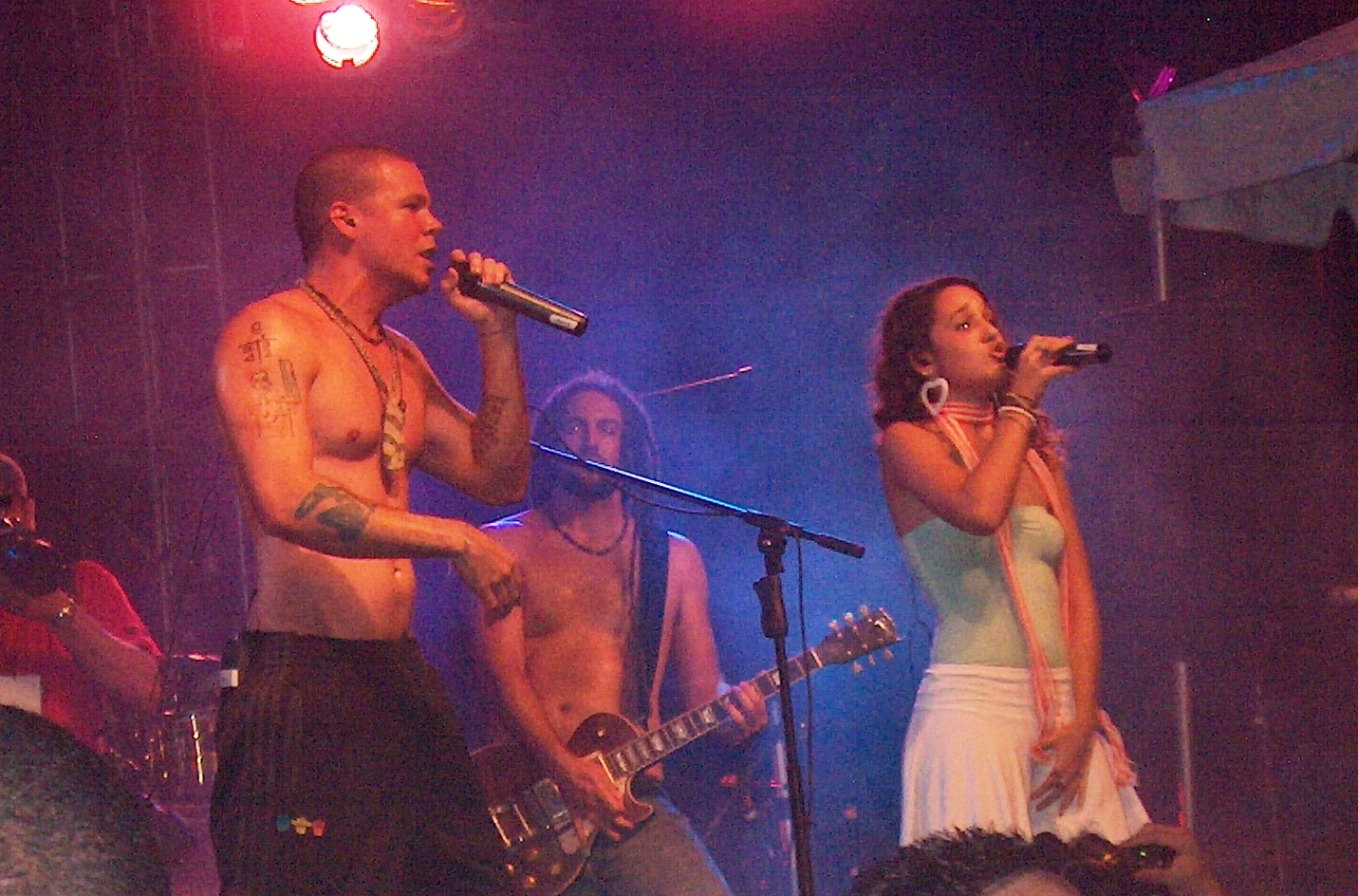
Residente e PG-13 no 34º Support to Claridad Festival, em San Juan, Porto Rico, em 24 de Abril de 2008

Em 24 de abril de 2008, o Calle 13 finalizou sua turnê americana no 34º Annual Claridad Support Festival em San Juan, com a participação especial de Denise Quiñones.
Em 27 de abril de 2008, o Calle 13 fez uma participação no Festival de Jazz e Herança de Nova Orleans. No mesmo ano, a banda recebeu os três prêmios do público do Festival Internacional da Canção de Viña del Mar, em Viña del Mar, Chile.
O jogo eletrônico Grand Theft Auto IV, lançado em 2008, teve "Atrévete-te-te" como parte de sua trilha sonora, na rádio San Juan Sounds.
Em 9 de outubro de 2008, o Calle 13 participou do "MTV Tres Pass Tour".
Em uma entrevista feita durante a produção do terceiro álbum deles, Los de atrás vienen conmigo, a banda afirmou que eles incluiriam canções que abordam a pobreza. Eles também afirmaram que a banda usaria cumbia villera e "sons do Leste europeu".
Em 21 de outubro, saiu o álbum. Quatro singles foram lançados, sendo um a cada semana. São eles: "Que Lloren" (16 de setembro), "Electro Movimiento" (23 de setembro), "Fiesta de Locos" (30 de setembro de 2008) e  "No Hay Nadie Como Tú" (7 de outubro), o último com a participação de Café Tacvba. Em 11 de abril de 2009, o Calle 13 tocou no Estádio Olímpico Atahualpa em Quito, Equador, como parte das celebrações do aniversário do golpe que iniciou a guerra pela independência do Equador, a convite do então presidente Rafael Correa. Além deles, participaram também outros artistas como Nueva Canción: Argentina, León Gieco e políticos como o próprio Correa, o presidente da Venezuela Hugo Chávez, o então deposto presidente de Honduras Manuel Zelaya, o presidente de Cuba, Raúl Castro e o da Nicarágua, Daniel Ortega. Durante sua apresentação, Residente afirmou que gostaria que Porto Rico também fosse independente.
Visitante fez, em 2009, uma ponta no filme estadunidense Old Dogs, no qual interpretou um tatuador.
Em 15 de outubro do mesmo ano, eles venceram os Prêmios MTV da América Latina de "Melhor Artista Urbano". Residente também atuou como apresentador da cerimônia, na qual ele insultou o então governador de Porto Rico Luis Fortuño e comentou sobre uma greve geral organizada naquele mesmo dia, em protesto contra a demissão de mais de 25 mil funcionários públicos pelo governo Fortuño. O cantor chegou a chamar o político de "filho de uma grande puta". Fortuño respondeu dizendo que "este indivíduo desrespeitou todas as mulheres de Porto Rico, todas as mães de Porto Rico, e o povo de Porto Rico em geral"
Los de atrás vienen conmigo foi indicado a cinco categorias do Grammy Latino, vencendo todas: Álbum do Ano, Melhor Álbum de Música Urbana, além de Gravação do Ano e Melhor Canção de Música Alternativa por "No Hay Nadie Como Tu" (prêmio dividido com Café Tacvba, que tocou na música) e Melhor Vídeo Musical - Versão Curta por "La Perla", com o cantor Rubén Blades. Os vencedores foram anunciados em 5 de novembro de 2009, numa cerimônia no Mandalay Bay Events Center.
Em 23 de março de 2010, o grupo se apresentou pela primeira vez em Cuba, em um evento na Praça Anti-Imperialista José Martí em Havana, para um público estimado em 500.000-900.000 pessoas. Durante o show, a banda ganhou o "Prêmio Cubadisco Internacional" de representantes do Instituto Cubano de la Música. O grupo também tinha planos de se apresentar do Paz Sin Fronteras II, festival organizado pelo cantor e compositor colombiano Juanes na ilha caribenha, mas não conseguiram vistos a tempo.
A banda filmou um documentário em 2010, chamado Sin Mapa. O filme trata de sua viagem pela América do Sul e retrata a cultura e arte indígenas. O filme foi disponibilizado no iTunes e em DVD em 28 de julho de 2010.

### 2010-2011:Entren los que quieran
O Calle 13 lançou seu quarto álbum, Entren los que quieran, em 22 de novembro de 2010. Os singles "Calma Pueblo" e "Vamo' a Portarnos Mal" foram lançados na iTunes Store. Visitante explicou que o significado do título era que "todos estão convidados a entrar. Se você não quer, então não entre". Ele também afirmou que o álbum segue com as experiências com diferentes estilos de música, com colaborações que incluem o guitarrista Omar Rodríguez-López (do The Mars Volta) em "Calma Pueblo", dando um clima "Beatie Boys". Ele também afirmou que haveria influências de Bollywood e ritmos Sul Americanos
A turnê do disco teve mais de cem apresentações em 2011, passando pela maior parte da América Latina e alguns pontos da Europa. Uma das apresentações se deu na inauguração da Comunidade de Estados Latino-Americanos e Caribenhos. Em outra, no Festival de Viña del Mar, o grupo agiu contra as regras do evento e se recusou a receber mais prêmios além de uma "Tocha de Prata", para evitar novas interrupções, apesar de terem sido o os artistas mais aclamados naquela noite. Em 19 de novembro de 2011, eles se apresentaram em El Salvador, num show cujos ingressos eram pagos com arroz e feijão, que foram doados posteriormente às vítimas de enchentes no país centro-americano. Residente também remixou uma versão exclusiva de "El Hormiguero" para o tetracampeão mundial de boxe Miguel Cotto, que a usou como sua entrada logo antes de defender seu título em 3 de dezembro de 2011. Ao ser lançado, o vídeo de "Calma Pueblo" gerou críticas por suas imagens que mostravam nudez frontal - uma metáfora para a auto-libertação, segundo a banda.
O álbum recebeu mais indicações para o Grammy Latino de 2011 que qualquer outro lançamento daquele ano: Nove no total. A banda levou todos: "Álbum do Ano", "Melhor Álbum de Música Urbana" "Produtor do Ano", "Melhor Canção de Música Urbana" (com "Baile de los Pobres"), "Melhor Canção de Música Tropical" (com "Vamo' a Potarnos Mal"), "Melhor Vídeo Musical - Versão Curta" (por "Calma Pueblo"); "Canção do Ano" e "Gravação do Ano" (por "Latinoamérica"). Eles foram duplamente nomeados para o prêmio de "Álbum do Ano" por terem coproduzido Sale el sol, álbum da cantora colombiana Shakira que também foi indicado na categoria. Com isso, o Calle 13 totalizou 19 prêmios Grammy Latino, superou Juanes e tornou-se o grupo ou artista mais bem sucedido da história da premiação. Outros recordes batidos com o disco foram "Álbum Mais Premiado", "Mais Grammy Latinos ganhos em uma noite" e "Mais Grammy Latinos ganhos por um grupo".
Em 22 de junho de 2011, a banda tocou no The Pachamama Peace Festival e apoiou o projeto com oito embaixadas latino-americanas como o padrinho do Projeto Pachamama.
Em 22 de dezembro de 2011, o grupo recebeu a Medalha Ramón Emeterio Betances do Ateneo Puertorriqueño, a mais antiga instituição cultural de Porto Rico, como parte de suas celebrações do dia da bandeira do país. No evento, Residente foi chamado de "Roberto Clemente da música moderna" pelo apresentador Luis Gutierrez, mas respondeu dizendo que era "apenas mais um membro [do povo porto-riquenho] que decidiu expressar [sua] mensagem". Ele admitiu, contudo, que ser reconhecido em sua terra natal era mais importante que qualquer outro prêmio que ele tenha recebido em sua carreira.

### 2013-atualmente:Multi_Virale hiato
Em 13 de novembro de 2013, o grupo lançou uma faixa e um lyric video para a canção "Multi Viral", que trazia participações do fundador do WikiLeaks Julian Assange, a cantora palestinaand Kamilya Jubran e o guitarrista Tom Morello.
Em dezembro de 2013, eles anunciaram que o novo álbum deles se chamaria Multi_Viral e seria sucedido por uma turnê latino-americana com passagens pelo Paraguai, Uruguai, Chile, Venezuela, Colômbia, Costa Rica e México. O álbum foi lançado pela própria nova gravadora deles, El Abismo, após eles decidirem terminar seu contrato com a Sony Music Latin. A turnê começou não-oficialmente na Universidade de Puerto Rico, campus Río Piedras em San Juan, onde o Calle 13 promoveu um show improvisado e gratuito em 25 de fevereiro de 2014. O evento foi anunciado com apenas seis dias de antecedência e não ganhou nenhum tipo de promoção formal. No show, o grupo fazia interlúdios nos quais a dupla se opunha a revisões na taxa de matrícula da instituição e permitiram que uma criança pobre falasse dos problemas de sua comunidade. O evento reuniu cerca de 50 mil pessoas. Ele também marcou a estréia ao vivo  de "El Aguante", a abertura do show. Apesar de discordar ideologicamente do governador Alejandro García Padilla, Residente acompanhou a criança em uma reunião em La Fortaleza (residência oficial do governador) no dia seguinte.
Em maio de 2014, a banda tocou mais uma vez no Vive Latino. Quando apresentavam a faixa "El Aguante", um espectador subiu no palco e agarrou Residente. Cinco seguranças capturaram o agressor e Residente tentou lhe acertar um soco. A dupla posteriormente divulgou uma nota de esclarecimento (com um vídeo amador que mostra o incidente) na qual dizem que o soco de Residente não acertou o agressor. Eles também incluíram um vídeo no qual Residente e o agressor são vistos brindando o quinto álbum do grupo.
Após o fim da turnê mundial do Multi-Viral, Residente e Visitante se separaram para focar em projetos pessoais - o vocalista lançou em março de 2017 seu primeiro álbum solo, Residente. Embora na época do lançamento do disco alguns meios de comunicação tenham se referido ao Calle 13 como uma banda encerrada, Residente havia dito anteriormente em várias ocasiões que a banda não estava acabada e só estava dando um tempo.

## Integrantes
Calle 13
- Residente (René Pérez Joglar) — vocais
- Visitante (Eduardo Cabra Martínez) — guitarra, escaleta, gaita, piano, sintetizador, cuatro, acordeão, teclado, banjo, ukulele, violino, órgão, teremim, kisanji e outros
- PG-13 (Ileana Cabra Joglar) — Vocais, backing vocais

Membros de apoio ao vivo
- Andrés Cruz — bateria
- Héctor Pérez — congas
- Arturo Verjes — trombone
- Víctor Vázquez — saxofone
- Ismael Cancel — tambores
- Jonathan González — baixo
- Jerry D Medina — trompete
- Michael Santana - clarinete

## Discografia
- Calle 13 (2005)
- Residente o Visitante (2007)
- Los de atrás vienen conmigo (2008)
- Entren los que quieran (2010)
- Multi Viral (2014)

## Prêmios e indicações
Prêmios Grammy
| Ano  | Trabalho ou artista indicado | Prêmio                                              | Resultado |
| ---- | ---------------------------- | --------------------------------------------------- | --------- |
| 2008 | Residente o Visitante        | Melhor Álbum Latino de Música Urbana                | Venceu    |
| 2010 | Los de atrás vienen conmigo  | Melhor Álbum Latino de Música Urbana                | Venceu    |
| 2012 | Entren los que quieran       | Melhor Álbum Latino de Pop, Rock ou Música Urbana   | Indicado  |
| 2015 | Multi_Viral                  | "Melhor Álbum de Rock, Urbano ou Alternativo Latino | Venceu    |

Prêmios Grammy Latino
| Ano  | Trabalho ou artista indicado                                      | Prêmio                              | Resultado |
| ---- | ----------------------------------------------------------------- | ----------------------------------- | --------- |
| 2006 | Calle 13                                                          | Melhor Artista Revelação            | Venceu    |
| 2006 | Calle 13                                                          | Melhor Álbum de Música Urbana       | Venceu    |
| 2006 | "Atrévete-te-te"                                                  | Melhor Vídeo Musical - Versão Curta | Venceu    |
| 2007 | Residente o Visitante                                             | Álbum do Ano                        | Indicado  |
| 2007 | Residiente o Visitante                                            | Melhor Álbum de Música Urbana       | Venceu    |
| 2007 | "Pa'l Norte" (com Orishas)                                        | Melhor Canção de Música Urbana      | Venceu    |
| 2007 | "Tango del Pecado"                                                | Melhor Vídeo Musical - Versão Curta | Indicado  |
| 2009 | Los de atrás vienen conmigo                                       | Álbum do Ano                        | Venceu    |
| 2009 | Los de atrás vienen conmigo                                       | Melhor Álbum de Música Urbana       | Venceu    |
| 2009 | "No Hay Nadie Como Tú" (com Café Tacvba)                          | Gravação do Ano                     | Venceu    |
| 2009 | "No Hay Nadie Como Tú" (com Café Tacvba)                          | Melhor Canção de Música Urbana      | Venceu    |
| 2009 | "La Perla" (com Rubén Blades)                                     | Melhor Vídeo Musical - Versão Curta | Venceu    |
| 2011 | Entren los que quieran                                            | Álbum do Ano                        | Venceu    |
| 2011 | Sale el sol (produtores)                                          | Álbum do Ano                        | Indicado  |
| 2011 | Entren los que quieran                                            | Melhor álbum de Música Urbana       | Venceu    |
| 2011 | "Latinoamérica" (com Totó la Momposina, Susana Baca e Maria Rita) | Gravação do Ano                     | Venceu    |
| 2011 | "Latinoamérica"                                                   | Canção do Ano                       | Venceu    |
| 2011 | "Calma Pueblo" (com Omar Rodriguez-Lopez)                         | Melhor Canção de Música Alternativa | Venceu    |
| 2011 | "Baile de los Pobres" (com Rafa Arcaute)                          | Melhor Canção de Música Urbana      | Venceu    |
| 2011 | "Vamo' a Portarnos Mal"                                           | Melhor Canção de Música Tropical    | Venceu    |
| 2011 | Rafael Arcaute e Calle 13                                         | Produtor do Ano                     | Venceu    |
| 2011 | "Calma Pueblo"                                                    | Melhor Vídeo Musical - Versão Curta | Venceu    |

Billboard Latin Music Awards
| Ano  | Trabalho ou artista indicado | Prêmio                    | Resultado |
| ---- | ---------------------------- | ------------------------- | --------- |
| 2007 | Calle 13                     | Melhor Álbum de Reggaeton | Venceu    |

Los Premios MTV Latinoamérica
| Ano  | Trabalho ou artista indicado | Prêmio                | Resultado |
| ---- | ---------------------------- | --------------------- | --------- |
| 2006 | Calle 13                     | Artista Promissor     | Venceu    |
| 2007 | Calle 13                     | Melhor Artista Urbano | Venceu    |
| 2009 | Calle 13                     | Melhor Artista Urbano | Venceu    |

Instituto Cubano de la Música
| Ano  | Trabalho ou artista indicado | Prêmio                          | Resultado |
| ---- | ---------------------------- | ------------------------------- | --------- |
| 2010 | Calle 13                     | Prêmio Internacional Cubadiscom | Venceu    |

Ateneo Puertorriqueño
| Ano  | Trabalho ou artista indicado | Prêmio                          | Resultado |
| ---- | ---------------------------- | ------------------------------- | --------- |
| 2011 | Calle 13                     | Medalha Ramón Emeterio Betances | Venceu    |